# Stigmella kozlovi
Stigmella kozlovi là một loài bướm đêm thuộc họ Nepticulidae. Nó được tìm thấy ở vùng Viễn Đông Nga.
Ấu trùng ăn probably Betula dahurica. Chúng có thể ăn lá nơi chúng làm tổ.